# Mito di Etana
Il Mito di Etana è un poema epico sumero che narra del tentativo del lugal Etana di Kish di ottenere un erede. Essendo disponibili sono alcuni frammenti del testo, ne sono state codificate diverse versioni.

## Versione tragica
La leggenda narra che Etana, non riuscendo ad avere eredi, parte alla ricerca dell'erba della fertilità (in sumero shammu sha alàdi). Per riuscire nella sua impresa chiede aiuto al dio del Sole Shamash (Babbar in accadico, corrispondente al sumerico Utu) che lo invia da un'aquila. Grazie all'animale Etana inizia la sua ascesa verso il cielo ma, forse a causa della stanchezza, ricade a terra e muore. La conclusione non è tuttavia molto chiara.

## Versioni a lieto fine
Un'altra versione ci tramanda che Etana non sia realmente morto e abbia continuato a regnare senza però avere eredi. Altre interpretazioni includono il nome del figlio Balikhu, che avrebbe regnato dopo di lui, lasciando quindi intendere una conclusione positiva della vicenda.
Una variante della versione tragica afferma che Etana voleva disperatamente avere un figlio e per questo pregava ogni giorno il dio del sole Shamash. Shamash lo indirizzò verso un'aquila caduta in un pozzo, in cui il rapace era stato bloccato da un serpente. Etana liberò l'aquila che, per ringraziarlo, lo portò in cielo. Qui Etana venne portato al cospetto del trono di Ishtar, dove lui pregò la dea di donargli un figlio, in quanto la sua regina era sterile. La dea gli donò la "pianta della fertilità" che avrebbe dovuto mangiare insieme a sua moglie. Etana ebbe quindi un figlio.